# Кузьмичёва, Евдокия Яковлевна
Евдокия Яковлевна Кузьмичёва (25.1.1930, с. Дияшево Белебеевского кантона БАССР (сейчас — Бакалинском районе Башкортостана) — 1.6.2002, г. Белебей) — строитель. Лауреат Госпремии СССР (1982). Депутат ВС СССР 9—10‑го, БАССР 6‑го созывов. Награждена орденами Ленина (1960), Дружбы народов (1973).

## Биография
С 1948 года — маляр треста «Туймазанефтестрой».
В 1952—1985 годах — маляр, бригадир отделочников СУ‑2 треста «Шкаповнефтестрой» в городе Белебей Башкирской АССР.
Избиралась депутатом Верховного Совета СССР 9-го и 10-го созывов (1975—1985).
За большой личный вклад в дело увеличения добычи нефти и газа была в составе коллектива удостоена Государственной премии СССР за выдающиеся достижения в труде 1982 года.